# Wegekreuz Weißfrauenhofstraße

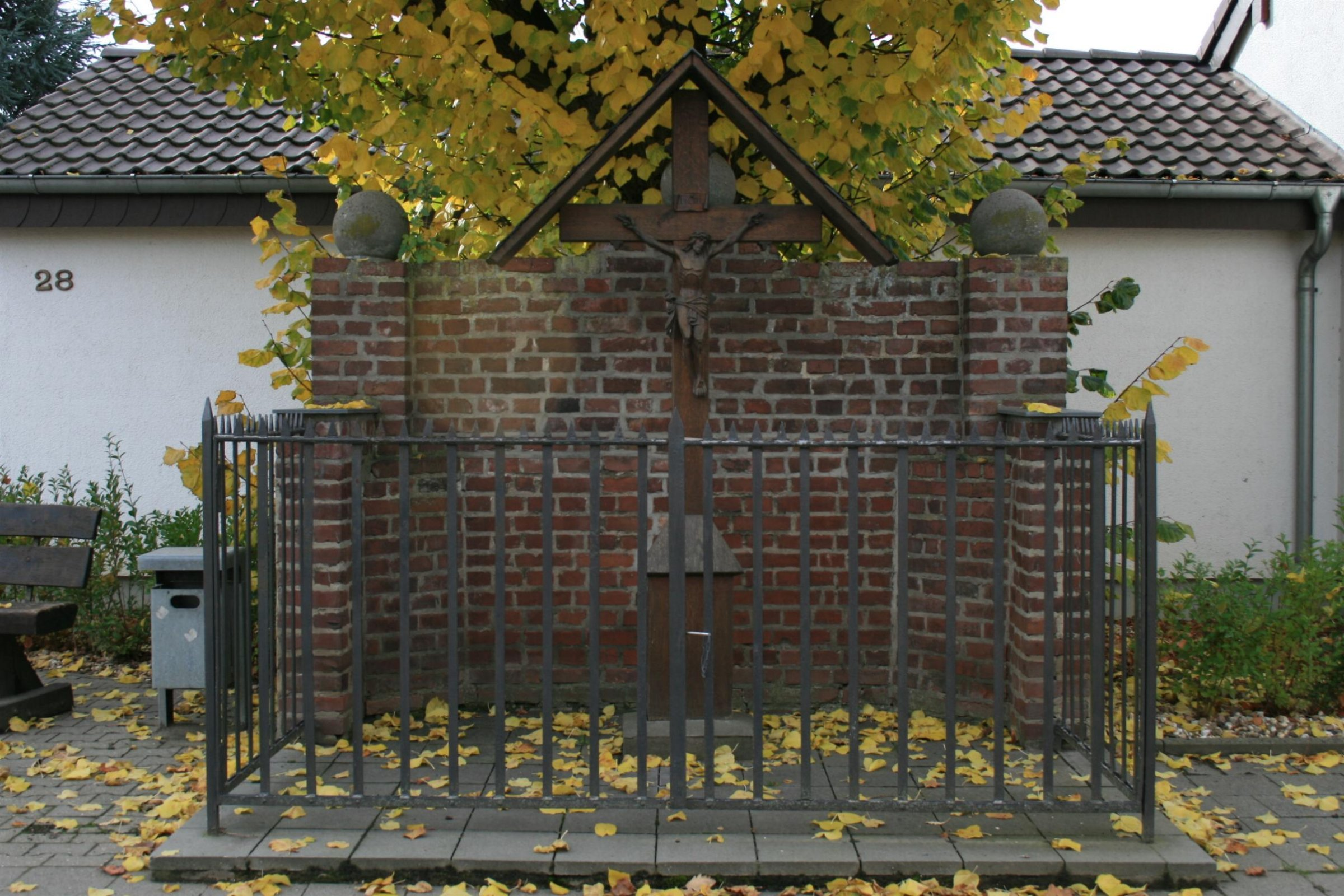
Das Wegekreuz

Das Wegekreuz Weißfrauenhofstraße steht in Frauwüllesheim, einem Ortsteil der Gemeinde Nörvenich im Kreis Düren, Nordrhein-Westfalen am Ortsende in Richtung Kelz unter einem hohen Baum.
Das etwa 2 m hohe Holzkreuz mit Maßwerkspitzen wurde im 19. Jahrhundert aufgestellt. Am Kreuz befindet sich ein hölzernes Kruzifix. Das Wegekreuz steht in einer Backsteinnische. An drei Seiten ist die Anlage mit einem Gitter eingefasst.
Das Wegekreuz wurde am 12. März 1985 in die Denkmalliste der Gemeinde Nörvenich unter Nr. 31 eingetragen.

## Belege
- Denkmalliste der Gemeinde Nörvenich (PDF; 108 kB)

Koordinaten: 50° 47′ 30,2″ N, 6° 34′ 23,7″ O